# Matías Suárez
Matías Ezequiel Suárez (Córdoba, 9 de maio de 1988) é um futebolista argentino que atua como atacante. Atualmente, joga pelo Belgrano.

## Títulos
Anderlecht
- Belgian Pro League: 2009–10, 2011–12, 2012–13, 2013–14
- Belgian Super Cup:  2010, 2012, 2013 e 2014

River Plate
- Recopa Sul-Americana: 2019
- Copa Argentina: 2018–19
- Supercopa Argentina: 2019
- Campeonato Argentino: 2021, 2023
- Trofeo de Campeones: 2021 e 2023

## Estatísticas

### Clubes
- Atualizado até el 29 de janeiro de 2019.

| Club | Div.                | Temporada           | Liga  | Liga  | Liga   | Copas Nacionais(1) | Copas Nacionais(1) | Copas Nacionais(1) | Torneios Internacionais(2) | Torneios Internacionais(2) | Torneios Internacionais(2) | Total(3) | Total(3) | Total(3) | Média de Gols |
| Club | Div.                | Temporada           | Part. | Goles | Asist. | Part.              | Goles              | Asist.             | Part.                      | Goles                      | Asist.                     | Part.    | Goles    | Asist.   | Média de Gols |
| --- | ------------------- | ------------------- | ----- | ----- | ------ | ------------------ | ------------------ | ------------------ | -------------------------- | -------------------------- | -------------------------- | -------- | -------- | -------- | ------------- |
| CA Belgrano · Argentina |                     |                     |       |       |        |                    |                    |                    |                            |                            |                            |          |          |          |               |
| 1.ª | 2006-07             | 17                  | 1     | ?     | —      | —                  | —                  | —                  | —                          | —                          | 17                         | 1        | ?        | 0,05     |               |
| 2.ª | 2007-08             | 38                  | 11    | ?     | —      | —                  | —                  | —                  | —                          | —                          | 38                         | 11       | ?        | 0,28     |               |
| 1.ª | 2016-17             | 20                  | 3     | 4     | 5      | 0                  | 1                  | 4                  | 0                          | 1                          | 29                         | 3        | 6        | 0,10     |               |
| 1.ª | 2017-18             | 24                  | 5     | 1     | 1      | 0                  | 0                  | —                  | —                          | —                          | 25                         | 5        | 1        | 0,20     |               |
| 1.ª | 2018                | 13                  | 2     | 1     | —      | —                  | —                  | —                  | —                          | —                          | 13                         | 2        | 1        | 0,15     |               |
| Total club | Total club          | 112                 | 22    | +6    | 6      | 0                  | 1                  | 4                  | 0                          | 1                          | 122                        | 22       | +8       | 0,18     |               |
| RSC Anderlecht · Bélgica |                     |                     |       |       |        |                    |                    |                    |                            |                            |                            |          |          |          |               |
| 1.ª | 2008-09             | 11                  | 1     | 1     | 3      | 2                  | 0                  | 2                  | 0                          | 0                          | 16                         | 3        | 1        | 0,19     |               |
| 1.ª | 2009-10             | 35                  | 11    | 10    | 3      | 0                  | 0                  | 13                 | 4                          | 2                          | 51                         | 15       | 12       | 0,29     |               |
| 1.ª | 2010-11             | 34                  | 8     | 6     | 2      | 0                  | 0                  | 12                 | 2                          | 1                          | 48                         | 10       | 7        | 0,20     |               |
| 1.ª | 2011-12             | 35                  | 12    | 20    | —      | —                  | —                  | 10                 | 7                          | 3                          | 45                         | 19       | 23       | 0,42     |               |
| 1.ª | 2012-13             | 11                  | 3     | 0     | —      | —                  | —                  | —                  | —                          | —                          | 11                         | 3        | 0        | 0,27     |               |
| 1.ª | 2013-14             | 11                  | 6     | 7     | 2      | 1                  | 1                  | 3                  | 0                          | 0                          | 16                         | 7        | 8        | 0,43     |               |
| 1.ª | 2014-15             | 13                  | 4     | 2     | 2      | 0                  | 0                  | 3                  | 0                          | 0                          | 18                         | 4        | 2        | 0,22     |               |
| 1.ª | 2015-16             | 27                  | 6     | 6     | 2      | 1                  | 1                  | 7                  | 0                          | 1                          | 36                         | 7        | 8        | 0,19     |               |
| Total club | Total club          | 177                 | 51    | 52    | 14     | 4                  | 2                  | 50                 | 13                         | 7                          | 241                        | 68       | 61       | 0,28     |               |
| River Plate · Argentina |                     |                     |       |       |        |                    |                    |                    |                            |                            |                            |          |          |          |               |
| 1.ª | 2019                | 9                   | 3     | 2     | 3      | 3                  | 0                  | 7                  | 2                          | 1                          | 19                         | 8        | 3        | 0,42     |               |
| Total club | Total club          | 9                   | 3     | 2     | 3      | 3                  | 0                  | 7                  | 2                          | 1                          | 19                         | 8        | 3        | 0,42     |               |
| Total en su carrera | Total en su carrera | Total en su carrera | 298   | 76    | +61    | 23                 | 7                  | 3                  | 61                         | 15                         | 10                         | 382      | 98       | +73      | 0,26          |
| (1) Incluye datos de Play-off por el título de la Primera División de Bélgica (2009-2016). (2) Incluye datos de Copa de Bélgica / Supercopa de Bélgica (1998-99) y la Copa Argentina (2016-presente). (3) Incluye datos de Liga de Campeones de la UEFA (2008-15); Liga Europa de la UEFA (2009-16); Copa Sudamericana (2016) y Copa Libertadores (2019-presente). (4) Media de goles por encuentros disputados. no incluye partidos amistosos. |                     |                     |       |       |        |                    |                    |                    |                            |                            |                            |          |          |          |               |

### Individual
- Futebolista do Ano na Jupiler Pro League (1): 2011-12[carece de fontes?]
- Chuteria de Ouro na Jupiler Pro League (1): 2011[carece de fontes?]